# Cạnh tranh cùng loài
Cạnh tranh cùng loài hay cạnh tranh nội loài (Intraspecific competition) là hiện tượng cạnh tranh sinh học giữa các cá thể hoặc nhóm cá thể trong cùng một loài xảy ra khi gặp điều kiện quá bất lợi như thiếu thức ăn, chỗ ở hoặc chiến đấu vì quyền duy trì nòi giống. Cạnh tranh cùng loài giúp duy trì ổn định số lượng cá thể của quần thể, cân bằng với sức chứa của môi trường. Điều kiện cạnh tranh cùng loài phát sinh khi môi trường đồng nhất và cạnh tranh cùng loài diễn ra khốc liệt thì các cá thể phân bố một cách đồng đều trong khu vực sống của quần thể.

## Tổng quan
Về mặt sinh thái học, sự phân bố các cá thể cùng loài một cách đồng đều trong môi trường có ý nghĩa giảm sự cạnh tranh gay gắt giữa các cá thể trong quần thể. Trong cùng một quần thể, cạnh tranh diễn ra không thường xuyên giữa các cá thể để tranh giành nhau về thức ăn, nơi sinh sản, trong quần thể, cạnh tranh cùng loài rất hiếm khi xảy ra, chỉ xảy ra khi điều kiện sống quá khắc nghiệt, nguồn sống không đủ cung cấp cho các cá thể trong quần thể. Trong thế giới động vật, để tranh giành nơi sống, thức ăn hay bạn tình, các cá thể trong cùng một loài sẽ bất chấp mọi thủ đoạn, mọi cách thức. Có loài, các con trong bầy sẵn sàng chiến đấu để giành con cái, có loài ăn thịt luôn con của tình địch. Ăn thịt con của tình địch là hình thức cạnh tranh khốc liệt của cùng một loài, nơi mà những mối quan hệ tình dục giữa các cá thể bị giới hạn, gặp nhiều bất lợi.
Những biểu hiện dạng này có thể thấy như hiện tượng tự tỉa cành trong điều kiện cây bị che khuất, thiếu ánh sáng, các cành bị che khuất chết đi gọi là tự tỉa cành. Hiện tượng này giúp cây tiết kiệm năng lượng tiêu hao ở phần bị che khuất. Tăng độ tử vong, giảm độ thụ tinh: Khi mật độ cá thể trong loài quá dày đặc dẫn đến thiếu thức ăn, chỗ ở, dẫn đến đói, dịch bệnh làm một số chết đi, mặt khác làm cho khả năng sinh sản cũng sẽ giảm xuống. Ăn lẫn nhau: Xảy ra do quá thiếu thức ăn, chẳng hạn gà ăn trứng sau khi đẻ, cá bố mẹ ăn luôn cá con (cá bột), khi thiếu thức ăn, cá mập cạnh tranh nhau và dẫn tới cá lớn ăn thịt cá bé, cá mập con nở ra trước ăn các phôi non hay trứng chưa nở.
Ngoài ra, trong một số đàn có hiện tượng phân chia đẳng cấp và tôn ti trật tự, những cá thể thuộc đẳng cấp trên (như con đầu đàn) luôn chiếm ưu thế và những cá thể thuộc đẳng cấp dưới luôn lép vế, sự phân chia này giúp cho các cá thể trong đàn nhường nhịn nhau, tránh ẩu đả gây thương tích. Sự chỉ huy của con đầu đàn còn giúp cả đàn có tính tổ chức và vì vậy thêm phần sức mạnh chống lại kẻ thù, những con non được bảo vệ tốt hơn. Gặp điều kiện bất lợi như môi trường sống thiếu thức ăn hoặc nơi ở chật chội, số lượng cá thể tăng quá cao, con đực tranh giành nhau con cái) các cá thể trong nhóm cạnh tranh nhau gay gắt, hoặc cạnh tranh nhau để chiếm vị trí trong đàn dẫn tới một số cá thể phải tách ra khỏi nhóm, gọi là đào thải sinh học hoặc sa thải sinh học.

## Biểu hiện

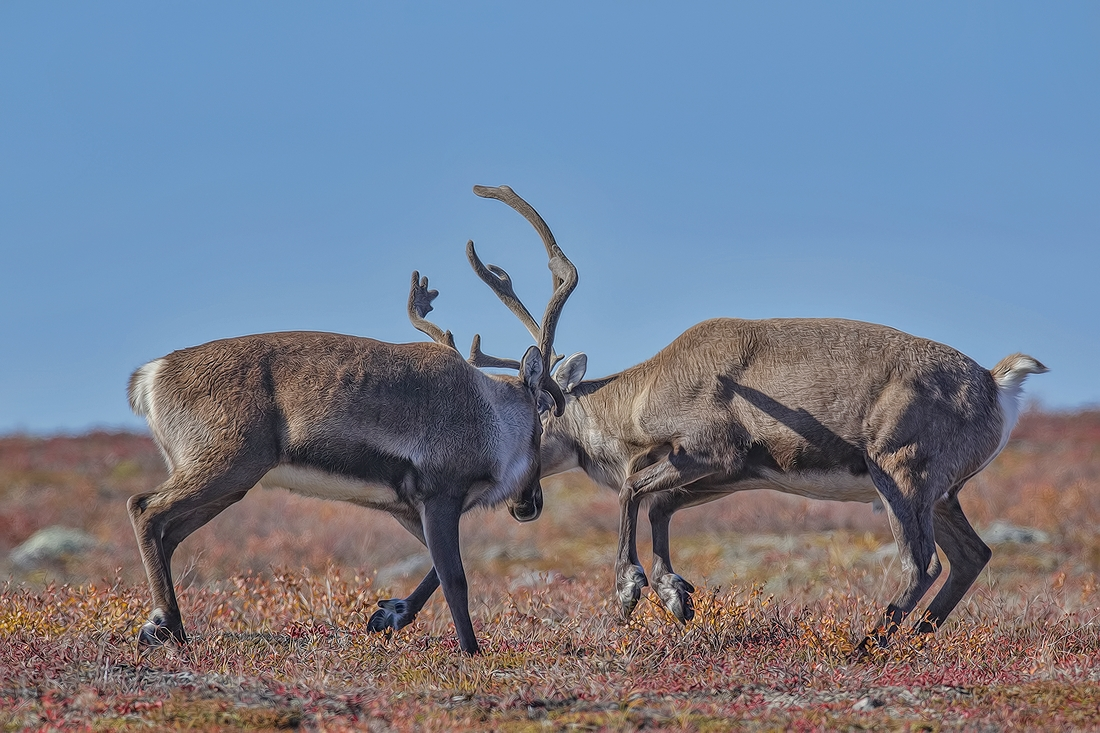
Hai con tuần lộc đang chiến đấu

Một số biểu hiện như thỏ rừng châu Âu, còn được gọi là thỏ nâu, bình thường chúng rất hiền lành, nhưng khi đến mùa xuân, hành vi của chúng thay đổi rõ rệt, chúng rượt đuổi và đánh nhau quanh đồng cỏ vì vậy có câu thành ngữ "Điên như thỏ tháng Ba". Trong thời kỳ "điên cuồng" nhất, chúng có thể "đấm bốc" như những võ sĩ thực thụ, là cuộc đấu tranh trực tiếp của các con đực để giành bạn tình, chỉ những con khỏe nhất mới có thể giao phối và tạo ra thế hệ sau tốt hơn, phục vụ việc thích nghi của loài. Các loài thuộc nhóm cá Teleost thường xuyên ăn trứng hay con của mình, đây là cách để duy trì năng lượng, mạng sống trong điều kiện khó khăn của môi trường. Khi gặp điều kiện thực sự thuận lợi, chúng sẽ đẻ con mà không ăn thịt con của mình, là một điều quan trọng trong tiến hóa và sinh thái của một số loài, việc ăn con hay trứng của chính mình sẽ giúp các con mẹ loại bớt những cá thể yếu và tập trung toàn thức ăn cho những con non khỏe mạnh.
Loài Voọc Hanuman là những loài được biết đến là giết con non của tình địch, khi một con đực ở nơi khác, tiếp cận nhóm và thách thức với con đầu đàn. Nếu chiến thắng, không những kẻ thách thức giết luôn con đầu đàn mà còn ăn thịt luôn các con non trong đàn. Hành vi này không chỉ làm giảm bớt đi sự cạnh tranh các con cái, mà làm tăng tái tạo thế hệ mới trong đàn. Ở các loài động vật có vú, trong thời gian tiết ra sữa nuôi con sẽ không thể rụng trứng để thụ tinh. Và việc ra tay tàn sát sẽ giúp những con cái bỏ đi chức năng làm mẹ mà quay ra phục vụ tình dục cho con đực tàn ác. Một lứa đẻ mới sẽ ra đời và được đặt dưới sự bảo vệ của con đực. Ở sư tử, người ta ước tính, ¼ số lượng con non chết mỗi năm là do bị ăn thịt từ những con đực, chỉ những đứa con của sư tử mạnh mới có quyền sống sót, đây được coi là một trong những mặt tối của loài sư tử, trái với những ấn tượng hào nhoáng của con người về vị vua của muôn loài.
Linh cẩu cái là một trong những hiện tượng của tự nhiên về sự tiến hóa do cạnh tranh cùng loài. Linh cẩu thuộc nhóm động vật ăn xác thối, chúng chính là những động vật gặm xương từ những cái xác chết với đặc trưng là việc chúng một cái quai hàm rất khỏe để nghiền xương lấy thức ăn, điều này dẫn đến là các con linh cẩu non phải sống phụ thuộc vào linh cẩu mẹ lâu hơn các loài động vật khác do chúng cần một thời gian khá lâu, đủ để phát triển một cách đầy đủ bộ hàm và cần bộ răng đủ cứng cáp để ăn được xương. Chính vì vậy, những con linh cẩu mẹ trong quá trình nuôi con lâu dài đã phải thích nghi, tiến hóa thành những cá thể to khỏe, lớn và hung dữ hơn những con linh cẩu đực để có thể tranh giành, độc chiếm thức ăn trong một thời gian dài để có đủ lượng thức ăn cần thiết nuôi lớn con của chúng.